# The Lost City (film 2022)
The Lost City è un film del 2022 diretto da Aaron e Adam Nee.

## Trama
Loretta Sage è un'autrice solitaria di mezza età che scrive romanzi di genere avventuroso e romantico, incentrati su un eroe immaginario di nome Dash McMahon, interpretato dal modello di copertina Alan Caprison. La sua editrice, Beth Hatten, insiste sul fatto che deve intraprendere un tour del libro con Alan per promuovere il suo ultimo lavoro.
Dopo un inizio disastroso, dovuto principalmente alla popolarità del personaggio di Alan/Dash, Loretta rivela che quello sarà il suo ultimo libro ma, dopo la presentazione, viene rapita dall'eccentrico miliardario Abigail Fairfax. Questi si rende conto che Loretta ha basato i suoi libri su storie reali, frutto delle ricerche condotte assieme al suo defunto marito archeologo, e che ha scoperto, come conseguenza, una città perduta su una remota isola dell'Atlantico. Fairfax è convinto che questa sia la posizione della tomba di Taha e del suo amante, Calaman. Nella tomba è custodita la "Corona di fuoco", un tesoro inestimabile e, quando Loretta rifiuta di aiutare a decifrare un'antica mappa del tesoro (essendo una laureata di archeologia e ex assistente del marito), temendo che il sito sia prossimo a essere distrutto da un vulcano attivo, la narcotizza e la porta sull'isola.
Alan, che è segretamente innamorato di Loretta e assiste al suo rapimento, recluta Jack Trainer, un ex Navy SEAL, e si accorda per incontrarlo sull'isola e coordinare un tentativo di salvataggio. Grazie ai dati dello smartwatch della donna raggiungono il luogo in cui è tenuta prigioniera. Jack, senza l'assistenza di Alan, penetra nel complesso di Fairfax e libera Loretta, ma viene colpito alla testa prima di poter raggiungere l'aeroporto, costringendo Loretta e Alan a una fuga burrascosa, prima in auto e poi nella giungla, rimanendo infine senza mezzo e telefoni.
I due quindi attraversano un fiume, scalano una montagna e affrontano gli scagnozzi di Fairfax. Qui Alan scopre che Loretta ha conservato il pezzo di mappa del miliardario e, grazie a dei geroglifici scoperti nella giungla, completa la traduzione, per raggiungere poi un villaggio vicino dove, grazie all'ascolto di una canzone popolare, Loretta deduce che la corona è nascosta in una dolina nella giungla. Prima che i due possano andarsene però, Fairfax rapisce di nuovo Loretta. Alan si getta all'inseguimento per salvarla, ma senza successo. La coppia è quindi costretta a condividere la posizione del tesoro con Fairfax. Una volta raggiunta la posizione, e scoperto la tomba, si rendono conto che la tomba non è un monumento di grande bellezza, ma un semplice nascondiglio in cui Taha potesse piangere il proprio amante morto, e che la "Corona di Fuoco" non è composta da rubini o pietre preziose, ma una semplice collana fatta di conchiglie rosse raccolte da Calaman, che è sepolto con lei. Il vero tesoro della leggenda non era quindi un gioiello inestimabile, ma l'eterno amore tra il re e la regina. Infuriato, Fairfax li chiude nella tomba mentre il vulcano erutta, ma Rafi, l'ultimo scagnozzo rimasto, preso da scrupoli di coscienza lascia loro un piede di porco, per aiutarli a fuggire prima di abbandonare Fairfax sull'isola. I due, dopo un'altra fuga movimentata, vengono trovati da Beth, arrivata nel frattempo con la guardia costiera locale per recuperarli. Fairfax viene arrestato per i suoi crimini, il nuovo libro di Loretta, basato sulle loro avventure, è un successo e lei e Alan si baciano mentre sono in vacanza.
In una scena durante i titoli di coda Jack, sopravvissuto, sorprende Loretta e Alan frequentando assieme a loro una lezione di yoga.

## Produzione
Il titolo iniziale della pellicola era The Lost City of D.
Nell'ottobre 2020 viene annunciato il progetto con protagonista e produttrice Sandra Bullock, coi fratelli Aaron e Adam Nee alla regia, basato su una sceneggiatura di Seth Gordon e Dana Fox.

### Riprese
Le riprese del film, iniziate nel maggio 2021 e svoltesi nella Repubblica Dominicana tra Samaná, Santo Domingo, Casa de Campo, la provincia di Monte Plata ed i Pinewood Dominican Republic Studios, sono terminate il 16 agosto dello stesso anno.
Il budget del film è stato di 74 milioni di dollari.

## Promozione
Il primo trailer del film è stato diffuso il 16 dicembre 2021.
In Italia, a ridosso dell'uscita nei cinema, Valeria Marini e l'influencer Matteo Diamante hanno dedicato al film un video promozionale.

## Distribuzione

### Data di uscita
Il film è stato presentato al South by Southwest il 12 marzo 2022 e distribuito nelle sale cinematografiche statunitensi a partire dal 25 marzo dello stesso anno, mentre in quelle italiane dal 21 aprile 2022.

### Divieti
Negli Stati Uniti d'America la MPAA ha classificato il film come vietato ai minori di 13 anni per scene contenenti "violenza, immagini cruente, materiale suggestivo, nudità parziale e linguaggio scurrile".

### Edizione italiana
La direzione del doppiaggio è di Oreste Baldini e i dialoghi italiani sono curati da Fabrizio Pucci per conto della Iyuno - SDI Group che si è occupata anche della sonorizzazione.

## Accoglienza

### Incassi
Il film ha incassato un totale mondiale di 190844029 $.

### Critica
Sull'aggregatore di recensioni Rotten Tomatoes il film riceve il 79% delle recensioni professionali positive con un voto medio di 6,4 su 10 basato su 263 recensioni, mentre su Metacritic ha un punteggio di 60 su 100 basato su 53 recensioni.

## Riconoscimenti
- 2022 - E! People's Choice Awards[17][18]
  - Candidatura per il miglior film commedia
  - Candidatura per il miglior attore/attrice in un film commedia a Sandra Bullock
  - Candidatura per il miglior attore/attrice in un film commedia a Channing Tatum
- 2022 - MTV Movie & TV Awards[19][20]
  - Miglior cattivo a Daniel Radcliffe
  - Candidatura per la miglior performance in un film a Sandra Bullock
  - Candidatura per il miglior team a Sandra Bullock, Channing Tatum e Brad Pitt
- 2023 - Critics Choice Super Awards[21]
  - Candidatura per la miglior attrice in un film d'azione a Sandra Bullock